# Mesochorus subtilis
Mesochorus subtilis là một loài tò vò trong họ Ichneumonidae.